# Rheocricotopus kamimonji
Rheocricotopus kamimonji är en tvåvingeart som beskrevs av Sasa och Hirabayashi 1993. Rheocricotopus kamimonji ingår i släktet Rheocricotopus och familjen fjädermyggor. Inga underarter finns listade i Catalogue of Life.